# Chronoprinter
Chronoprinter ist eine Wortschöpfung aus Chronometer und Printer (Drucker). Dabei handelt es sich um digitale Stoppuhren, welche mit einer Druckvorrichtung versehen sind (ähnlich Registrierkassen). Chronoprinter finden vor allem im Sport für die Zeiterfassung bei Wettkämpfen Anwendung. Dabei werden diese Geräte, welche oft eine RS-232 und eine digitale L/H-Schnittstelle besitzen, mit einer Lichtschranke gekoppelt (L/H-Schnittstelle) um die Zeit zu erfassen. Die RS-232-Schnittstelle dient dann zur Verbindung mit dem Computer und dem darauf laufenden Auswertungsprogramm.
Typische Anwendungen sind der Biathlon und die meisten Laufsportarten, wie Marathon und Hürdenlauf. Ein typischer Vertreter ist der Chronoprinter CP 540 der Firma TAG Heuer.